# Karczówka (województwo kujawsko-pomorskie)
Karczówka – kolonia w Polsce położona w województwie kujawsko-pomorskim, w powiecie inowrocławskim, w gminie Złotniki Kujawskie.

## Podział administracyjny
W latach 1975–1998 kolonia administracyjnie należała do województwa bydgoskiego.

## Demografia
Według danych Urzędu Gminy Złotniki Kujawskie (XII 2013 r.) osada liczyła 43 mieszkańców.